# Морозов, Николай Петрович (1913)
Никола́й Петро́вич Моро́зов (Морозов-I) (26 апреля (9 мая) 1913, Москва, Российская империя — 1 августа 1965, Москва, СССР) — советский футболист, нападающий и тренер.
На юношеском уровне организованно футболом не занимался. В 1936—1937 годах выступал за клубную команду московского «Динамо». В 1938 году провёл один матч за московский «Спартак», в 1939—1940 годах играл за «Буревестник», затем вернулся в «Спартак», сыграл один матч в 1945 году и 11 матчей за дубль в 1946. До 1964 года работал администратором команды.
В первом чемпионате СССР по хоккею с шайбой 1946/47 играл за московский «Спартак».
Отец футболистов Виталия (1936—2010) и Анатолия (1937—2008) Морозовых.